# Maraenobiotus mongolicus
Maraenobiotus mongolicus is een eenoogkreeftjessoort uit de familie van de Canthocamptidae. De wetenschappelijke naam van de soort is voor het eerst geldig gepubliceerd in 1968 door Sterba.